# Himno nacional de la República Dominicana
El himno nacional de la República Dominicana representa al país y que, junto con la bandera y el escudo, tiene la categoría de símbolo patrio.
Su letra fue compuesta por Emilio Prud’Homme y la partitura musical del Himno fue creada por el Maestro José Reyes en 1883, quien le pidió a Prud'Homme que escribiera unos versos patrióticos que acompañaran sus compases.
Este himno se interpretó por primera vez el 17 de agosto de 1883, en los salones de la Respetable Logia Esperanza N.º. 9, localizada en La Casa de Las Gárgolas, Calle Las Mercedes n.º 4, en la ciudad de Santo Domingo, capital de la República Dominicana. La segunda ciudad donde pudieron escucharse las notas musicales del himno nacional dominicano fue Azua.
La música tuvo un éxito instantáneo, de tal forma que cuando los restos del libertador de la República Dominicana, Juan Pablo Duarte, fueron traídos desde Venezuela , se escogió la música compuesta por el maestro Reyes.
Con las letras no sucedió lo mismo. Las letras de Emilio Prud’Homme contenían errores en referencias históricas y algunos defectos de métrica. Varios intelectuales dominicanos de la época criticaron esas letras e incluso escribieron nuevos versos que acompañaran la música del himno. En 1897, Emilio Prud’Homme presentó de forma pública una versión corregida de sus letras originales, que terminó con los debates y fue aceptada por todos. Son las letras actuales del himno, pero en las mismas, incomprensiblemente, no se exalta la figura de Matías Ramón Mella como fue hecho con Duarte y Sánchez.  Ese mismo año, el dictador Ulises Heureaux envió un proyecto de ley al Congreso para adoptar como el himno nacional dominicano, y se comenzó a usar en todas las ocasiones oficiales, pero Heureaux fue asesinado en 1899 antes de tener ocasión de promulgarlo.
La situación política del inicio del siglo XX en la República Dominicana impidió que se tomaran acciones sobre los símbolos de la Patria. No fue haste 1934, bajo el régimen de Rafael Trujillo, que el Congreso adoptó la composición de Emilio Prud’Homme con música de José Reyes como el Himno Nacional dominicano.

## Letra original
Himno Nacional de la República Dominicana
Letra: Emilio Prud'Homme
Música: José Reyes

## I
Quisqueyanos valientes, alcemos
Nuestro canto con viva emoción,
Y del mundo la faz ostentemos
Nuestro invicto glorioso pendón.

## II
¡Salve! El pueblo que, intrépido y fuerte,
A la guerra a morir se lanzó,
Cuando en bélico reto de muerte
Sus cadenas de esclavo rompió.

## III
Ningún pueblo ser libre merece
Si es esclavo indolente y servil;
Si en su pecho la llama no crece
Que templó el heroísmo viril,

## IV
Mas Quisqueya la indómita y brava
Siempre altiva la frente alzará;
Que si fuere mil veces esclava
Otras tantas ser libre sabrá.

## V
Que si dolo y ardid la expusieron
De un intruso señor al desdén,
¡Las Carreras! ¡Beler!, campos fueron
Que cubiertos de gloria se ven.

## VI
Que en la cima de heroico baluarte
De los libres el verbo encarnó,
Donde el genio de Sánchez y Duarte
A ser libre o morir enseñó.

## VII
Y si pudo inconsulto caudillo
De esas glorias el brillo empañar,
De la guerra se vio en Capotillo
La bandera de fuego ondear.

## VIII
Y el incendio que atónito deja
De Castilla al soberbio León,
De las playas gloriosas le aleja
Donde flota el cruzado pendón.

## IX
Compatriotas, mostremos erguida
Nuestra frente, orgullosos de hoy más;
Que Quisqueya será destruida
Pero sierva de nuevo, ¡jamás!

## X
Que es santuario de amor cada pecho
Do la patria se siente vivir;
Y es su escudo invencible: el derecho;
Y es su lema: ser libre o morir.

## XI
¡Libertad! que aún se yergue serena
La Victoria en su carro triunfal,
Y el clarín de la guerra aún resuena
Pregonando su gloria inmortal.

## XII
¡Libertad! Que los ecos se agiten
Mientras llenos de noble ansiedad
Nuestros campos de gloria repiten
¡LIBERTAD! ¡LIBERTAD! ¡LIBERTAD!

Nota: Los habitantes de la parte este de la Isla de la Española eran llamados "españoles", ya que eran parte de España antes de la ocupación haitiana. El gentilicio "dominicano" aparece en 1621 y este era utilizado en conjunto con el gentilicio español. Aunque "español" seguía siendo más popular. Tras concluir la guerra de Restauración de la República en 1865, el gentilicio "español" cayó en desuso. Posteriormente, Félix María Del Monte modificó los estribillos para que fuese: ¡Al arma, patriotas!

## Música
- Himno Nacional Dominicano (instrumental)
- ' (instrumental)
- Himno Nacional Dominicano (Archivo MP3)